# الکساندر اکمن
کارل ویلهلم الکساندر اکمن (متولد ۱۹۸۴) رقصنده و طراح رقص باله سوئدی است. رقص‌های وی توسط بالهٔ مونته کارلو، باله بوستون، باله Semperoper، تئاتر دانس ندرلندز، باله ملی نروژ، باله سلطنتی سوئد، شرکت رقص سیدنی و وینر استاتسبالت اجرا شده‌است. برای بعضی از آنها او صحنه و لباس طراحی کرده یا موسیقی را ساخته‌است.